# Jamuni McNeace
Jamuni McNeace (Decatur, 25 marzo 1996) è un cestista statunitense.